# 144 v.Chr.

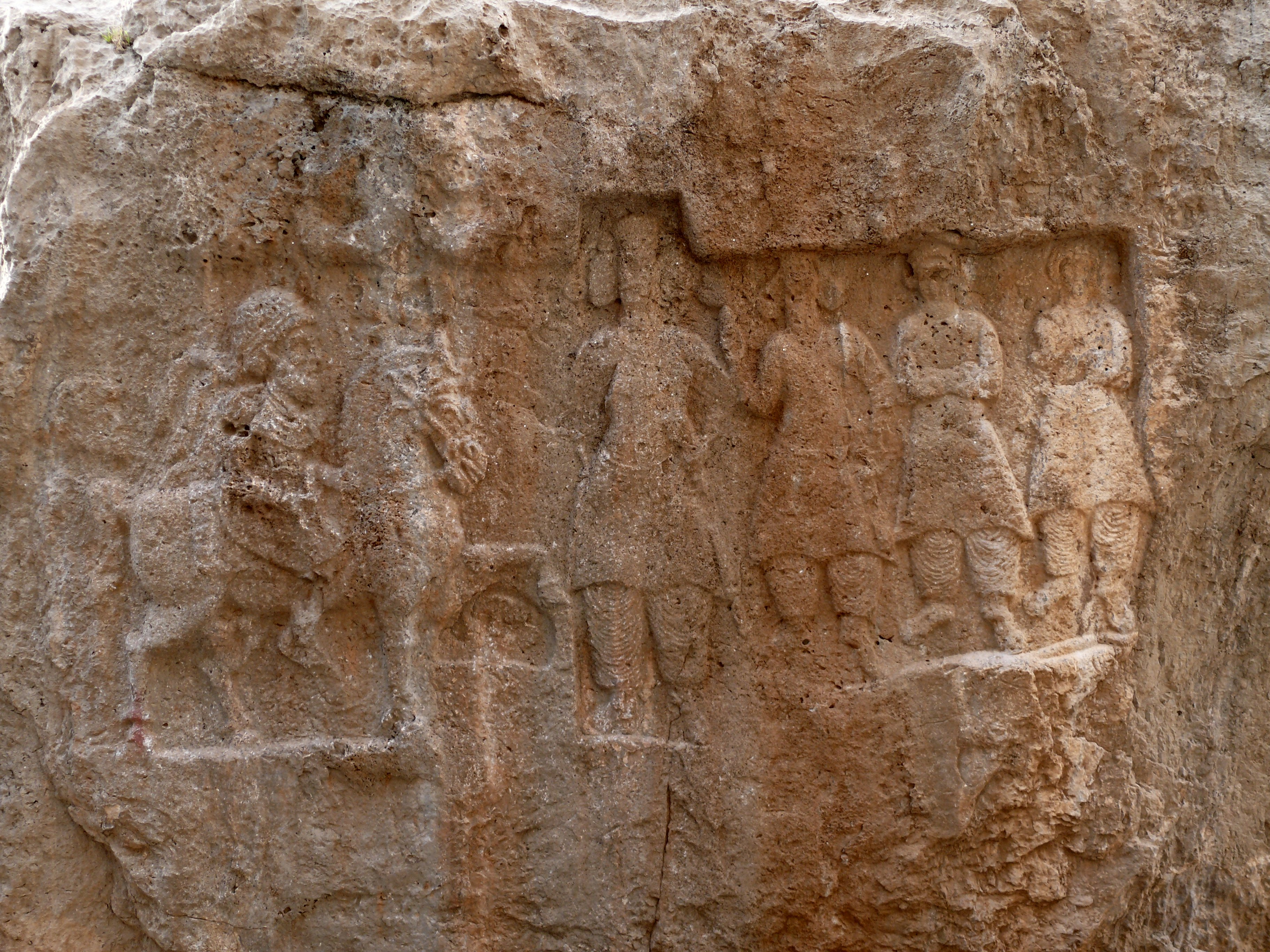
Overwinningsrelief van Mithridates I de Grote

Het jaar 144 v.Chr. is een jaartal in de 2e eeuw v.Chr. volgens de christelijke jaartelling.

## Gebeurtenissen

### Italië
- Quintus Marcius Rex begint met de bouw van de Aqua Marcia, het aquaduct loopt over een afstand van 91 kilometer naar Rome en heeft een capaciteit van 188.000 m³ liter per dag. De bron ligt in de Aniene-vallei bij Tivoli, de Marcia wordt gefinancierd uit de oorlogsbuit tegen Carthago en Korinthe in de Derde Punische Oorlog.

### Perzië
- Mithridates I van Parthië verovert Babylon en sticht aan de rivier de Tigris de hoofdstad Ctesifon. Het Parthische Rijk wordt een wereldmacht en strekt zich uit van Syrië tot aan Herat in Afghanistan.

### Egypte
- Ptolemaeus VIII Euergetes neemt in Alexandrië wraak op de Joodse gemeenschap en begint een massavervolging. Apollodorus, een Grieks filoloog, wordt uit de stad verdreven en vlucht naar Pergamon.